# Veštačka svest
Veštačka svest, poznata i kao mašinska svest, sintetička svest, ili digitalna svest, je svest za koju se pretpostavlja da je moguća u veštačkoj inteligenciji. To je takođe odgovarajuća oblast studija, koja crpi uvide iz filozofije uma, filozofije veštačke inteligencije, kognitivne nauke i neuronauke. Ista terminologija se može koristiti sa terminom „osećaj“ umesto „svest“ kada se posebno označava fenomenska svest (sposobnost da se oseća kvalija).
Neki naučnici veruju da se svest generiše interoperacijom različitih delova mozga; ovi mehanizmi su označeni kao neuronski korelati svesti ili NCC. Neki dalje veruju da bi konstruisanje sistema (npr. kompjuterskog sistema) koji može da emulira ovu NCC interoperaciju rezultiralo sistemom koji je svestan.

## Literatura
- Aleksander, Igor (1995), Artificial Neuroconsciousness: An Update, IWANN, Архивирано из оригинала 1997-03-02. г.
- Armstrong, David (1968), A Materialist Theory of Mind, Routledge
- Arrabales, Raul (2009), „Establishing a Roadmap and Metrics for Conscious Machines Development” (PDF), Proceedings of the 8th IEEE International Conference on Cognitive Informatics, Hong Kong: 94—101, Архивирано из оригинала (PDF) 2011-07-21. г.
- Baars, Bernard J. (1995), A cognitive theory of consciousness (Reprinted изд.), Cambridge: Cambridge University Press, ISBN 978-0-521-30133-6
- Baars, Bernard J. (1997), In the Theater of Consciousness, New York, NY: Oxford University Press, ISBN 978-0-19-510265-9
- Bickle, John (2003), Philosophy and Neuroscience: A Ruthless Reductive Account, New York, NY: Springer-Verlag
- Block, Ned (1978), „Troubles for Functionalism”, Minnesota Studies in the Philosophy of Science, 9: 261—325
- Block, Ned (1997), On a confusion about a function of consciousness in Block, Flanagan and Guzeldere (eds.) The Nature of Consciousness: Philosophical Debates, MIT Press
- Boyles, Robert James M. (2012), Artificial Qualia, Intentional Systems and Machine Consciousness (PDF), Proceedings of the Research@DLSU Congress 2012: Science and Technology Conference, ISSN 2012-3477
- Chalmers, David (1996), The Conscious Mind, Oxford University Press, ISBN 978-0-19-510553-7
- Chalmers, David (2011), „A Computational Foundation for the Study of Cognition”, Journal of Cognitive Science, Seoul Republic of Korea: 323—357, Архивирано из оригинала 2015-12-23. г.
- Cleeremans, Axel (2001), Implicit learning and consciousness (PDF), Архивирано из оригинала (PDF) 2012-09-07. г., Приступљено 2004-11-30
- Cotterill, Rodney (2003), „Cyberchild: a Simulation Test-Bed for Consciousness Studies”,  Ур.: Holland, Owen, Machine Consciousness, 10 (4–5), Exeter, UK: Imprint Academic, стр. 31—45
- Doan, Trung (2009), Pentti Haikonen's architecture for conscious machines, Архивирано из оригинала 2009-12-15. г.
- Ericsson-Zenith, Steven (2010), Explaining Experience In Nature, Sunnyvale, CA: Institute for Advanced Science & Engineering, Архивирано из оригинала 2019-04-01. г., Приступљено 2019-10-04
- Franklin, Stan (1995), Artificial Minds, Boston, MA: MIT Press, ISBN 978-0-262-06178-0
- Franklin, Stan (2003), „IDA: A Conscious Artefact”,  Ур.: Holland, Owen, Machine Consciousness, Exeter, UK: Imprint Academic
- Freeman, Walter (1999), How Brains make up their Minds, London, UK: Phoenix, ISBN 978-0-231-12008-1
- Gamez, David (2008), „Progress in machine consciousness”, Consciousness and Cognition, 17 (3): 887—910, PMID 17572107, S2CID 3569852, doi:10.1016/j.concog.2007.04.005
- Graziano, Michael (2013), Consciousness and the Social Brain, Oxford University Press, ISBN 978-0199928644
- Haikonen, Pentti (2003), The Cognitive Approach to Conscious Machines, Exeter, UK: Imprint Academic, ISBN 978-0-907845-42-3
- Haikonen, Pentti (2012), Consciousness and Robot Sentience, Singapore: World Scientific, ISBN 978-981-4407-15-1
- Haikonen, Pentti (2019), Consciousness and Robot Sentience: 2nd Edition, Singapore: World Scientific, ISBN 978-981-120-504-0
- Koch, Christof (2004), The Quest for Consciousness: A Neurobiological Approach, Pasadena, CA: Roberts & Company Publishers, ISBN 978-0-9747077-0-9
- Lewis, David (1972), „Psychophysical and theoretical identifications”, Australasian Journal of Philosophy, 50 (3): 249—258, doi:10.1080/00048407212341301
- Putnam, Hilary (1967), The nature of mental states in Capitan and Merrill (eds.) Art, Mind and Religion, University of Pittsburgh Press
- Reggia, James (2013), „The rise of machine consciousness: Studying consciousness with computational models”, Neural Networks, 44: 112—131, PMID 23597599, doi:10.1016/j.neunet.2013.03.011
- Rushby, John; Sanchez, Daniel (2017), Technology and Consciousness Workshops Report (PDF), Menlo Park, CA: SRI International
- Sanz, Ricardo; López, I; Rodríguez, M; Hernández, C (2007), „Principles for consciousness in integrated cognitive control” (PDF), Neural Networks, 20 (9): 938—946, PMID 17936581, doi:10.1016/j.neunet.2007.09.012
- Searle, John (2004), Mind: A Brief Introduction, Oxford University Press
- Shanahan, Murray (2006), „A cognitive architecture that combines internal simulation with a global workspace”, Consciousness and Cognition, 15 (2): 443—449, PMID 16384715, S2CID 5437155, doi:10.1016/j.concog.2005.11.005
- Sun, Ron (децембар 1999), „Accounting for the computational basis of consciousness: A connectionist approach”, Consciousness and Cognition, 8 (4): 529—565, CiteSeerX 10.1.1.42.2681 , PMID 10600249, S2CID 15784914, doi:10.1006/ccog.1999.0405
- Sun, Ron (2001), „Computation, reduction, and teleology of consciousness”, Cognitive Systems Research, 1 (4): 241—249, CiteSeerX 10.1.1.20.8764 , S2CID 36892947, doi:10.1016/S1389-0417(00)00013-9
- Sun, Ron (2002). Duality of the Mind: A Bottom-up Approach Toward Cognition. Psychology Press. ISBN 978-1-135-64695-0.
- Takeno, Junichi; Inaba, K; Suzuki, T (27—30. 6. 2005). „Experiments and examination of mirror image cognition using a small robot”. 2005 International Symposium on Computational Intelligence in Robotics and Automation. Espoo Finland: CIRA 2005. стр. 493—498. ISBN 978-0-7803-9355-4. S2CID 15400848. doi:10.1109/CIRA.2005.1554325.
- Aleksander, Igor (2017). „Machine Consciousness”.  Ур.: Schneider, Susan; Velmans, Max. The Blackwell Companion to Consciousness (2nd изд.). Wiley-Blackwell. стр. 93—105. ISBN 978-0-470-67406-2. doi:10.1002/9781119132363.ch7.
- Baars, Bernard; Franklin, Stan (2003). „How conscious experience and working memory interact” (PDF). Trends in Cognitive Sciences. 7 (4): 166—172. PMID 12691765. S2CID 14185056. doi:10.1016/s1364-6613(03)00056-1.
- Casti, John L. "The Cambridge Quintet: A Work of Scientific Speculation", Perseus Books Group, 1998
- Franklin, S, B J Baars, U Ramamurthy, and Matthew Ventura. 2005. „The role of consciousness in memory”. 1: 1—38.. Brains, Minds and Media , pdf.
- Haikonen, Pentti (2004), Conscious Machines and Machine Emotions, presented at Workshop on Models for Machine Consciousness, Antwerp, BE, June 2004.
- McCarthy, John (1971–1987), Generality in Artificial Intelligence. Stanford University, 1971–1987.
- Penrose, Roger, The Emperor's New Mind, 1989.
- Sternberg, Eliezer J (2007). Are You a Machine?: The Brain, the Mind, And What It Means to be Human. Amherst, NY: Prometheus Books..
- Suzuki T., Inaba K., Takeno, Junichi (2005), Conscious Robot That Distinguishes Between Self and Others and Implements Imitation Behavior, (Best Paper of IEA/AIE2005), Innovations in Applied Artificial Intelligence, 18th International Conference on Industrial and Engineering Applications of Artificial Intelligence and Expert Systems, pp. 101–110, IEA/AIE 2005, Bari, Italy, June 22–24, 2005.
- Takeno, Junichi (2006), The Self-Aware Robot -A Response to Reactions to Discovery News-, HRI Press, August 2006.
- Zagal, J.C., Lipson, H. (2009) "Self-Reflection in Evolutionary Robotics", Proceedings of the Genetic and Evolutionary Computation Conference, pp. 2179–2188, GECCO 2009.

## Spoljašnje veze
- Artefactual consciousness depiction by Professor Igor Aleksander
- FOCS 2009: Manuel Blum – Can (Theoretical Computer) Science come to grips with Consciousness?
- www.Conscious-Robots.com, Machine Consciousness and Conscious Robots Portal.